# Lista de prefeitos de Cícero Dantas
Esta é a lista de intendentes, prefeitos, vice-prefeitos do município de Cícero Dantas, estado brasileiro da Bahia.
O cargo de prefeito no Brasil, foi criado em 11 de abril de 1835, pela assembleia provincial paulista, em reação aos amplos poderes conferidos pelo Código de Processo Criminal de 1832 às câmaras municipais. Seguiram o exemplo paulista seis províncias do nordeste brasileiro (Alagoas, Ceará, Maranhão, Paraíba, Pernambuco e Sergipe).
Sob a vigente ordem constitucional, essa designação é dada ao funcionário público do Poder Executivo municipal, que exerce seu cargo em função de uma legislatura (mandato), sendo para tanto eleito a cada quatro anos, podendo ser reeleito por mais 4 anos (segundo mandato).
Funções
O poder executivo municipal chefia a administração e comanda os serviços públicos, tendo como comandante o prefeito.
A partir da constituição brasileira de 1934, o cargo de prefeito passou a ser o único, em todo o Brasil, ao qual estão atribuídas as funções de chefe do poder executivo do governo local, em simetria aos chefes dos executivos da União e do estado, portanto, em forma monocrática. Este texto quer dizer que deverá haver harmonia e integração de ação entre as esferas envolvidas sem a intervenção de uma na outra, exceto nos casos previstos na Constituição Federal.
Eleições
O prefeito é eleito por sufrágio universal, secreto, direto, em pleito simultâneo em todo o País, realizado a cada quatro anos, no primeiro domingo de outubro.
E trinta dias após tem lugar o segundo turno, se o eleito em primeiro lugar não atingir 50% dos votos válidos mais um voto, no caso de municípios com mais de duzentos mil eleitores.
Conforme a legislação eleitoral atual no Brasil para tornar-se elegível, exige-se uma série de requisitos;
- Possuir nacionalidade brasileira ou portuguesa (neste caso, o cidadão português deve se encontrar amparado pelo Estatuto de Igualdade entre Portugueses e Brasileiros),
- Título de eleitor em dia e estar em gozo pleno do exercício dos direitos políticos,
- Domicilio eleitoral na circunscrição na qual o candidato se apresenta,
- Filiação partidária,
- Ser alfabetizado (tópico invalidado pela atual constituição brasileira de 1988),
- Desincompatibilização de cargo público — Se ocupa um cargo público deve sair seis meses antes das eleições e voltar caso possa só após seis meses ao pleito eleitoral,
- Renúncia de outro mandado até seis meses antes do pleito e não ser parente afim ou consangüíneo, até segundo grau, ou cônjuge de titular de cargo eletivo; pode, entretanto, ser candidato à reeleição (artigo 14 da Constituição),
- Ter idade mínima de 21 anos.

## Intendentes
| Intendente                |
| ------------------------- |
| Natanael Dias da Silva    |
| Aristides da Costa Borges |
| Vicente José Martins      |
| Pedro Rabelo de Moraes    |
| Natanael Dias da Silva    |
| José Carlos do Nascimento |
| Natanael Dias da Silva    |
| Amâncio da Fonseca Daltro |
| Natanael Dias da Silva    |
| Manoel Vieira de Andrade  |
| Fontes:                   |

## Prefeitos
| Nº | Nome                                                          | Imagem                               | Partido                                    | Vice-prefeito                        | Início do mandato       | Fim do mandato                                        | Observações                                   | Ref.          |
| 1  | Augusto Correia de Souza                                      |                                      | Partido Republicano Baiano PRB             | ?                                    | 1930                    | 1933                                                  | Prefeito nomeado                              | [ 2 ]         |
| 2  | Jovelino Pereira dos Santos                                   |                                      | Partido Republicano Liberal PRL            | ?                                    | 1933                    | 1936                                                  | Prefeito nomeado                              | [ 2 ]         |
| 3  | Raimundo Nonato de Andrade                                    |                                      | Partido Republicano Democrata da Bahia PRD | ?                                    | 1936                    | 1941                                                  | Prefeito nomeado                              | [ 2 ]         |
| 4  | Roldão de Souza Pimentel                                      |                                      | Partido Republicano Democrata da Bahia PRD | ?                                    | 1942                    | 1945                                                  | Prefeito nomeado                              | [ 2 ]         |
| 5  | Benigno Gonçalves Carregosa                                   |                                      | Aliança Liberal AL                         | ?                                    | 1946                    | 1947                                                  | Prefeito nomeado                              | [ 2 ]         |
| 6  | João Pereira dos Santos                                       |                                      | União Democrática Nacional UDN             | ?                                    | 1947                    | 1950                                                  | Prefeito e vice eleitos em sufrágio universal | [ 6 ]         |
| 7  | Abelardo Vieira de Andrade                                    |                                      | União Democrática Nacional UDN             | ?                                    | 1951                    | 1954                                                  | Prefeito e vice eleitos em sufrágio universal | [ 7 ]         |
| 8  | João Batista de Andrade Souza                                 |                                      | União Democrática Nacional UDN             | ?                                    | 1º de janeiro de 1954   | 31 de dezembro de 1958                                | Prefeito e vice eleitos em sufrágio universal | [ 8 ]         |
| 9  | Abelardo Vieira de Andrade                                    |                                      | União Democrática Nacional UDN             | ?                                    | 1º de janeiro de 1959   | 31 de dezembro de 1962                                | Prefeito e vice eleitos em sufrágio universal | [ 9 ]         |
| 10 | Renato de Andrade Galvão                                      |                                      | Partido Social Democrático PSD             |                                      | 1º de janeiro de 1963   | 7 de abril de 1965                                    | Prefeito e vice eleitos em sufrágio universal | [ 10 ]        |
| 11 | José de Figueiredo                                            |                                      | Partido Social Democrático PSD             |                                      | 8 de abril de 1965      | 31 de dezembro de 1966                                | Assumiu após a renúncia do titular            | [ 2 ]         |
| 12 | João de Souza Gouveia                                         |                                      | Aliança Renovadora Nacional ARENA          | ?                                    | 1º de janeiro de 1967   | 31 de janeiro de 1971                                 | Prefeito e vice eleitos em sufrágio universal | [ 11 ]        |
| 13 | Abelardo Vieira de Andrade                                    |                                      | Aliança Renovadora Nacional ARENA          | ?                                    | 1° de fevereiro de 1971 | 31 de janeiro de 1973                                 | Prefeito e vice eleitos em sufrágio universal | [ 12 ]        |
| 14 | Luis Fernando de Andrade Carvalho                             |                                      | Aliança Renovadora Nacional ARENA          | ?                                    | 1º de fevereiro de 1973 | 31 de janeiro de 1977                                 | Prefeito e vice eleitos em sufrágio universal | [ 13 ]        |
| 15 | Antônio Hélio Vieira Gonçalves                                |                                      | Aliança Renovadora Nacional ARENA          | Raimundo Borges de Santana           | 1º de fevereiro de 1977 | 31 de janeiro de 1983                                 | Prefeito e vice eleitos em sufrágio universal | [ 14 ]        |
| 16 | Luis Fernando de Andrade Carvalho                             |                                      | Partido Democrático Social PDS             | Agenor Pereira de Santana            | 1º de fevereiro de 1983 | 31 de dezembro de 1988                                | Prefeito e vice eleitos em sufrágio universal | [ 15 ]        |
| 17 | Zelito Ribeiro da Silva                                       |                                      | Partido Trabalhista Brasileiro PTB         | Antonio Pereira Filho                | 1º de janeiro de 1989   | 12 de dezembro de 1990                                | Prefeito e vice eleitos em sufrágio universal | [ 2 ] [ 16 ]  |
| 18 | Antonio Pereira Filho                                         |                                      | Partido Democrático Trabalhista PDT        | ?                                    | 12 de dezembro de 1990  | 31 de dezembro de 1992                                | Assumiu após a cassação do titular            | [ 2 ] [ 16 ]  |
| 19 | José Hércules Dantas de Carvalho                              |                                      | Partido Democrático Social PDS             | Edson Pereira de Castro              | 1º de janeiro de 1993   | 31 de dezembro de 1996                                | Prefeito e vice eleitos em sufrágio universal | [ 2 ] [ 16 ]  |
| 20 | Arlete Bittencourt de Castro Silva                            |                                      | Partido Progressista Brasileiro PPB        | José Pereira de Santana              | 1º de janeiro de 1997   | 31 de dezembro de 2000                                | Prefeita e vice eleitos em sufrágio universal | [ 2 ] [ 16 ]  |
| 20 | Arlete Bittencourt de Castro Silva                            | José Pereira Filho                   | Partido Progressista Brasileiro PPB        | 1º de janeiro de 2001                | 30 de dezembro de 2003  | Prefeita e vice reeleitos em sufrágio universal       | [ 16 ]                                        |               |
| 21 | José Erismar de Oliveira                                      |                                      | Partido da Frente Liberal PFL              | ?                                    | 31 de dezembro de 2003  | 31 de dezembro de 2004                                | Assumiu após a cassação dos titulares         | [ 2 ] [ 16 ]  |
| 22 | José Weldon de Carvalho Santana ("Weldon de Zé de Isaac")     |                                      | Partido Progressista PP                    | José Oliveira da Silva               | 1º de janeiro de 2005   | 31 de dezembro de 2008                                | Prefeito e vice eleitos em sufrágio universal | [ 17 ]        |
| 22 | José Weldon de Carvalho Santana ("Weldon de Zé de Isaac")     | José Gilmar Alves Santos             | Partido Progressista PP                    | 1º de janeiro de 2009                | 31 de dezembro de 2012  | Prefeito reeleito e vice eleito em sufrágio universal | [ 18 ]                                        |               |
| 23 | Helânio Calazans de Oliveira                                  |                                      | Partido da República PR                    | Ricardo Almeida Nunes da Silva (PHS) | 1º de janeiro de 2013   | 31 de dezembro de 2016                                | Prefeito e vice eleitos em sufrágio universal | [ 19 ] [ 20 ] |
| 24 | Ricardo Almeida Nunes da Silva ("Dr. Ricardo")                |                                      | Progressistas PP                           | Jean Carlos Nunes (PT)               | 1º de janeiro de 2017   | 31 de dezembro de 2020                                | Prefeito e vice eleitos em sufrágio universal | [ 21 ] [ 22 ] |
| 24 | Ricardo Almeida Nunes da Silva ("Dr. Ricardo")                | Jackson Antonio Castro Almeida (PDT) | Progressistas PP                           | 1º de janeiro de 2021                | 31 de dezembro de 2024  | Prefeito reeleito e vice eleito em sufrágio universal | [ 23 ] [ 24 ]                                 |               |
| 25 | Vinicius José Araújo Borges De Souza ("Vinicius do São José") |                                      | Progressistas PP                           | Felipe Carvalho Castro (PT)          | 1º de janeiro de 2025   | Em exercício                                          | Prefeito e vice eleitos em sufrágio universal | [ 25 ]        |